# 힘내라 고에몽
《힘내라 고에몽》는 일본의 비디오 게임 회사 코나미가 제작하는 일련의 비디오 게임 시리즈이다. 에비스 에츠노부가 초기 시리즈 제작을 맡았다.
주인공은 일본 민속 일화에서 등장하는 가상의 의적 이시카와 고에몬에 기반한 인물이고 게임의 무대 또한 일본의 에도 시대이나, 사이언스 픽션을 비롯한 허위가 가미된 엽기적인 분위기를 연출하는 것이 특징이다. 《힘내라 고에몽》 비디오 게임들은 플랫폼 게임, 롤플레잉 게임, 퍼즐 게임, 보드 게임 등 다양한 장르로부터 게임플레이 요소들을 도입해 개성있는 종합장르로 구성됐다.

## 역사
2019년 9월 닌텐도 다이렉트에서 《슈퍼 스매시 브라더스 얼티밋》에 Mii 파이터용 고에몽 복장이 등장한다는 소식이 공개됐다.

## 참조

### 내용주
1. ↑  일본어: がんばれゴエモン